# Hexapterella gentianoides
Hexapterella gentianoides ist eine mykoheterotrophe, blattgrünlose Pflanzenart der Gattung Hexapterella aus der Familie der Burmanniaceae.

## Beschreibung
Hexapterella gentianoides ist eine aufrecht und krautig wachsende Art und erreicht Wuchshöhen zwischen 5,5 und 21 Zentimetern. Das zylindrische, 1 Zentimeter lange Rhizom ist knollenähnlich und dicht mit fadenförmigen Wurzeln und stark zurückgebogenen, fadenförmigen und 1 bis 2,5 Millimeter langen Schuppenblättern besetzt. Sie betreibt keine Photosynthese, sondern lebt parasitisch von Pilzen und ist zu ihrer Ernährung vollständig von diesen abhängig. Die Blätter sind schmal bis schräg eiförmig, 0,6 bis 5,3 Millimeter lang und 0,8 bis 2 Millimeter breit.
Blütezeit ist Juli/August. Die Blütenstängel sind purpurn und meist unverzweigt, die Blütenstände sind 5 bis 20 Millimeter lange, gegabelte Wickel mit je 2 bis 4 Blüten. Die Tragblätter sind 2,2 bis 4,8 Millimeter lang. Die Blütenstiele sind 0,4 bis 1 Millimeter lang, die Blüten aufrecht, 7,5 bis 14 Millimeter lang, die Blütenröhre zylindrisch bis sechseckig. Von der Verdickung am Ansatz der Blütenröhre bis zum Fruchtknoten verlaufen sechs Flügel. Die Tepalen sind dreigelappt, der Perianth ist circumscissil, es werden also alle oberhalb der Blütenröhre gelegenen Blütenelemente nach der Bestäubung abgeworfen, hinterlassen aber eine nackte „Blütenröhre“, welche dann persistent ist. Die äußeren Tepalen sind weiß bis purpurn, die inneren – ebenso wie der Schlund – gelblich-braun. Ein sehr seltenes Merkmal in der Familie ist, dass die Staubblätter Staubfäden besitzen. Diese sind 0,1 bis 0,2 Millimeter lang.
Die Kapselfrüchte sind breit bis schräg umgekehrt-eiförmig, 2,5 bis 3,8 Millimeter lang und 2,3 bis 4 Millimeter lang. Die Samen sind braun, rundlich bis eiförmig und mit kurzem Funiculus versehen.

## Verbreitung
Hexapterella gentianoides ist im nördlichen Südamerika zu finden, Funde liegen vor aus Brasilien sowie Kolumbien, Guyana, Trinidad und Surinam. Dort wächst sie in Regenwäldern, selten Feuchtsavannen, von Meereshöhe bis zu Höhenlagen von 800 m.

## Botanische Geschichte
Hexapterella gentianoides wurde 1903 von Ignaz Urban erstbeschrieben, das Epitheton verweist auf die Ähnlichkeit der Pflanze mit den Enzianen. Bis 1989 war sie die einzige Art der Gattung.

## Nachweise
- P. J. M. Maas, H. Maas-van de Kamer, J. van Bentham, H. C. M. Snelders, T. Rübsamen: Burmanniaceae. Flora Neotropica, Monogr. Band 42, 1986, S. 1–189.